# Alfons Schmeink
Alfons Schmeink (* 25. Januar 1923 in Bocholt-Holtwick; † 2. Juli 2021) war ein deutscher Kommunalpolitiker und ehrenamtlicher Landrat (CDU).

## Leben und Beruf
Nach dem Besuch der Volksschule absolvierte er eine kaufmännische Ausbildung und war als selbständiger Kaufmann tätig. Er war Eigentümer mehrerer Autohäuser. Schmeink war verheiratet und hatte sieben Kinder.
Dem Kreistag des alten Kreises Borken gehörte er von 1969 bis zur Gebietsreform am 31. Dezember 1974. Im neuen gegründeten Kreis Borken war er anschließend bis 1989 Mitglied des Kreistags. Vom 28. November 1969 bis zum 31. Dezember 1974 war er Landrat des alten Kreises Borken. Dem Rat der Gemeinde Holtwick gehörte er von 1952 bis 1966 an. Zeitweise war er stellvertretender Bürgermeister. Schmeink war in zahlreichen CDU-Parteigremien vertreten.
Schmeink war in verschiedenen Gremien des Landkreistages Nordrhein-Westfalen tätig.

## Sonstiges
Am 25. August 1967 wurde Schmeink das Bundesverdienstkreuz am Bande und am 15. Februar 1991 das Bundesverdienstkreuz 1. Klasse verliehen.